# Louvetot
Louvetot è un comune francese di 760 abitanti situato nel dipartimento della Senna Marittima nella regione della Normandia.

## Storia

### Simboli
Lo stemma comunale è stato creato dal Conseil Français d’Héraldique nel 2001.

## Società

### Evoluzione demografica
Abitanti censiti